# 里親
里親（さとおや、foster care）とは、様々な事情で親権者の養育を受けることのできない子どもについて、自身の家庭に受け入れ、親に代わって養育する者のことをいう。養子縁組とは異なり、法的な親子関係を形成するわけではないし、実の親との親子関係や親権関係の変更を伴うものではない。

## 概要
里親は、児童福祉法などの法制度に基づく委託による公的里親と、それ以外の私的里親とに大別されるが、単に「里親」と言う際には、公的里親の趣旨である場合が多く、この公的里親及びその委託に関わる一連の制度を里親制度と呼ぶ。日本では、（公的）里親となるには、一定の研修と適性審査を経た上で予め自治体に登録することが必要とされている。
日本において、児童養護施設などの公的施設ではなく、民間ベースでの子ども養育の仕組みとしては、このような一般家庭を受け皿とする里親のほか、非営利事業としてまとまった人数の子どもを受け入れて養育するファミリーホーム（小規模住居型児童養育事業）」がある。2020年度末で、1万4401世帯が里親として登録するほか、ファミリーホームは427か所あり、里親又はファミリーホームで暮らす子は7707人いる。
なお、「里親」という語の通俗的な用法としては、飼い主のいないペットを引き取る者、環境保護目的で森林を買い取る者、ぬいぐるみ等の物品を買い取る者も「里親」と呼ばれることがある。(詳細は各個別のページを参照）

## 日本の里親制度
2016年現在では、通常の親権を有さずに児童を養育する者は、個人間の同意の下で児童を養育する「私的里親」と、児童福祉法に定める里親制度の下で、自治体などから委託された児童を養育する「養育里親」「専門里親」などがある。里親は児童福祉法により定められた研修を受けたのち児童福祉審議会里親認定部会で審議され、里親として認定された者でなければならない。また、子どもを里親に預けたい場合は居住地の児童相談所へ問い合わせをする。東京都では養育家庭をさらに親しみやすく、かつ多くの方に覚えてもらうため、平成18年に愛称を公募し、「ほっとファミリー」もしくは「養育家庭」という愛称も使っている。
厚生労働省では2016年の改正児童福祉法を具体化した「新しい社会的養育ビジョン」において、原則就学前の施設入所停止や、7年以内の里親委託率75%以上など数値目標を定め、養護施設に対しては、入所期間を1年以内とし、機能転換も求めている。この児童福祉法改正では、実親による養育が困難であれば、特別養子縁組による永続的解決（パーマネンシー保障）や里親による養育を推進することを明確にしており、これは、国会において全会一致で可決されたものとなっている。児童養護施設側では、児童養護施設の存在意義が否定されたと感じている場合もあり、高い目標値の設定に反発している。一方で、家庭での養育を推進するために里親制度の普及活動に取り組む児童養護施設長もいる。なお、児童養護施設に入所する子どもの大学・専門学校進学率は11%程度に対し、里親養育下の子どもの大学進学率は例年20%程度で約10%上回っており、里親下での養育の方が進学に適切な支援が得られている可能性がある。
「いまは引き取れないが、いつでも会いに行けるように、まだ施設で預かっていてほしい」「自分で育てるのは無理だが、手放すのは嫌だ」などの親の意向から、里親や養子縁組が進まないことがある 。しかし、里親制度は特別養子縁組と異なり、里親は一時的支援を目的としており里親と子どもの間に新たな戸籍関係などは構築しない。里親支援者は一時的に養育をお母さんと一緒にやって行く、“お母さんのサポーター”とその制度を表現している 。

兵庫県明石市ではあかし里親100%プロジェクトとして市が里親開拓に取り組み、2年間で1.6倍に里親を増やした。
2021年2月「全国家庭養護推進ネットワーク」は、里親家庭を支える役割を児童相談所が担っているが多忙のため進まないことを懸念し、民間機関への委託を厚労省に提案することを表明している。

### 公的里親の種類
里親制度における里親には、養育里親、専門里親、養子縁組を前提とした里親、親族里親の4種が「里親の認定等に関する省令（平成14年厚生労働省令第115号）」に定められている。
| 里親の種類               | |
| ------------------------ | --- |
| 養育里親                 | 実の親が引き取る見込みのある子どもを実親の元へ家庭復帰できるまで、あるいは18歳まで家庭内で養育する里親。 （短期里親については、平成21年度より「養育里親」に分類された） |
| 専門里親                 | 一定の期間、里親としての養育経験や児童福祉分野の経験がある者が、専門的な研修を修了した上で登録を受けられるもので、児童虐待等により心身に有害な影響を受けた児童、知的障害を持つ児童、非行傾向を持つ児童などを預かることができる。 専門里親による養育は原則2年を限度とするが、必要に応じて更新することができる。 |
| 養子縁組を前提とした里親 | 将来的に里子との養子縁組を目的として登録を希望をする。 |
| 親族里親                 | 両親が死亡・行方不明等で児童を養育できないときに、児童の3親等以内の者が代わって養育する場合の制度である（疾病による入院や精神疾患により養育できない場合を含む）。この場合叔父叔母など扶養義務のない親族ならば里親手当も支給される。 このような場合、児童扶養手当の受給も考えられるが、養育する者が児童の祖父母など高齢者で、老齢年金等の受給を受けている場合、児童扶養手当は受給できないという問題があった。この問題を解決するために親族里親の制度が創設された（児童扶養手当#年金との併給の問題）。 |

2005年の児童福祉法改正前には、これらのほかに義務教育修了後行き場のない児童を引き受け、職業指導を行なう保護受託者（職親とも）という制度が存在したが廃止された。

### 週末里親・季節里親
児童養護施設などが独自に採用している制度で、児童養護施設の収容児童を週末や夏季や年末年始のみ預かる者を、「週末里親」「季節里親」などと呼ぶ。週末里親とは週末に、季節里親は夏休みや冬休みに子供を迎え入れる里親のこと。目的は施設で生活している子供に家庭的な雰囲気を味わってもらうこと。地域によって呼び名が違い、フレンドホーム・ボランティア里親と呼んでいる地域もある。

### 養育里親研修
児童福祉法により、養育里親希望者には認定の要件として、研修を受けることが義務づけられている。
養育里親になることを希望する人は、都道府県又は、都道府県からの委託を受けた社会福祉法人その他の者が行う養育里親研修を受ける必要がある。おおむね1週間程度でその中で児童養護施設や乳児院での見学、実習も行う。
里親登録の認定までに受講することが必要な養育里親研修には、まず基礎研修（講義と実習）があり、その後認定前研修（講義と実習）へと進む。里親は認定前研修と並行して児童相談所に里親認定の申請を行い、児童相談所からの家庭訪問・調査を受ける。それらのすべてを認められると修了認定が行われる。修了認定後に調査結果をふまえて、児童福祉審議会里親認定部会で審議され、認定されれば里親として通知される。その後里親登録の申請をして正式に養育里親名簿に登録される。
また里親登録後も、5年ごとに更新研修を受けて登録の更新をしなければならない。
研修の具体的な内容は、
(1)養育里親を希望する者を対象とした ・期 間 1日＋実習 1日程度
1. 里親制度の基礎Ⅰについての里親養育論（60分）
2. 保護を要する子どもの理解について（ex 社会的養護の下で生活する児童）養護原理（60分）
3. 里親以外の子育て支援（ex 地域の子育て支援)についての児童福祉論（60分）
4. 先輩里親の体験談・グループ討議（ex 里親希望の動機、里親にもとめられるもの）里親養育演習（120分）
5. 実習（児童福祉施設の見学を主体にしたもの）養育実習（1日間）

(2)認定前研修 ・期 間 2日＋実習 2日程度
1. 里親制度の基礎II（里親が行う養育に関する最低基準）
2. 里親養育の基本（マッチング、交流、受託、解除までの流れ、諸手続等）
3. ①、②を里親養育論として90～120分
4. 子どもの心（子どもの発達と委託）についての発達心理学（60分）、
5. 子どもの身体（乳幼児健診、予防接種、歯科、栄養）小児保健・医学（60分）

更新研修では社会情勢や法律の改正を知る児童福祉制度論や子どもの行動の理解するための発達心理学の
講義や養育実習などである。

### 公的里親の概要
児童を里親に委託する権限は国が都道府県知事に与えており、知事は実務権限を児童相談所長に与えることで児童相談所により行われることが日本では一般的である。公的里親のうち8割以上が養育里親であり、比率としては一番多い。なお、児童福祉法による養育里親とは、「厚生労働省令で定める人数以下の要保護児童を養育することを希望し、かつ、都道府県知事が厚生労働省令で定めるところにより行う研修を修了したことその他の厚生労働省令で定める要件を満たす者であって、第34条の18に規定する養育里親名簿に登録されたもの（児童福祉法（昭和22年法律第164号） 第6条の4第2項」である。次は養子縁組里親が多い。養育里親は様々な事情で実親と暮らせない児童がふたたび親と一緒に暮らせるようになるまで、養子縁組は目的とせずに期間限定で一時的に預かり家庭復帰をサポートするものである。児童福祉法による養育里親の役割は、一時的に実親と暮らせない児童の家庭復帰をサポートするものと位置付けられており、児童の親になりかわるものではない。養子縁組里親は将来的には里子と特別養子縁組を目指すものである。
厚生労働省によると新生児等の新規措置の場合に、乳児院への措置の割合が著しく高い自治体が多く、新生児等からの里親委託の取組が必要とされている。乳児院退所後の措置変更先でも、里親ではなく100%児童養護施設入所措置が取られている自治体もある。また、児童相談所の里親担当職員及び、里親支援機関事業における里親委託等推進員の体制も自治体によりばらつきがある。
大阪府では里親登録家庭を増やす0～2歳の乳幼児の世話に限定した里親の募集を行った。
東京都では養育家庭の内養育家庭のうち、原則として2ヶ月以内の短期間の子供の養育という短期条件付きや、養育家庭のうち、他の里親が受託している子供を数日間預かるレスパイト限定の制度も設けている。
第10次地方分権一括法により、令和3年4月より保護者の病気などの場合利用する子育て短期支援事業において、市町村が児童養護施設等を介さずに児童を里親等に直接委託し、必要な保護を行うことができるようになった 。

### 問題
里親による暴力や性的・身体的虐待が問題になっており、委託された児童が殺害される事件も起きている。また児童福祉施設などでも預かっている児童への性被害も報告されている。厚生労働省の「被措置児童等虐待届出等制度の実施状況」によれば、養育者による虐待の割合は里親の下の方が、児童養護施設の下より高いとされる。

### 日本の里親制度の歴史
日本において里親の制度は平安時代からあった。里子に出す風習は上流階級であった公家の社会で「母親の乳不足や親許に置くと柔弱になる」などの理由から始まったが、京都の公家衆や京都の富裕な町家でも子女を洛北の村々の農家に養わせる里子に出す慣行が広まった。
現在の法律で定められた里親制度については、1948（昭和23）年に施行された児童福祉法において制度化された。ただし当初の里親に関する規定は、児童福祉法第27 条第1項第3号に述べられるに過ぎなかった。この条文では、「都道府県知事」は、「児童を里親……に委託し」とし、里親とは、「保護者のない児童又は保護者に監護させることが不適当であると認められる児童を養育することを希望する者であって、都道府県知事が、適当と認める者」と規定するのみであった。その後1974（昭和49）年の「短期里親の運用について」（昭和49年9月17日児発第596 号）において里親制度における最初の拡充が試みられた。この中で、「短期里親制度」が新たに導入され、「短期里親」が養育する対象児童は、「保護者の疾病、傷害、拘禁等の理由により、おおむね一か月から一か年の期間、保護者に監護させることが不適当であると認められる児童」とされた。「短期里親」は通常の里親の一環として位置づけられることになった。
制度の当初は戦争により親を失ったものが多く、一時は里親登録数が2万人里子は9千人以上に達した。その後児童養護施設の拡充などにより減少し90年代以降は里親登録数は7千人里子は2千人台になった。近年はともに増加し平成25年は登録里親数が9441人、委託里親数が3560人、委託児童数が4636人となっている。里親等委託率には自治体間で大きな差があり、新潟県で57.5%など、里親等委託率が5割を超えている県もあるが、最小では秋田県が9.6%(平成29年度末）と自治体間の差が激しい 。
元高萩市長草間吉夫は生後すぐ乳児院に措置され、児童養護施設で育ったが当時の市長が週末里親となり触れ合いがあったことを語っている。

### 海外との比較
日本でも最も古くからの上流階級であった公家の社会では「恵まれた上流階級の家での養育ではなく、他人に子どもを預けることで子どもを強く育てよう」という考え方はイギリスの貴族の子育ての文化とも類似する点があった。そのような制度の名残か、華族の家では学習院に寄宿舎ができる以前から、子どもを教師の家や屋敷の外に構えた家などで下宿生活をさせ、上流階級であれば子どもの養育は実の両親がおこなわず使用人にゆだねる部分も多かった。 
現在、実親による養育が困難な子どもについて、他の先進諸国では子供は里親などの家庭的な環境で育てようとするのが一般的であるが、日本では、そのような子どもの養育について、児童養護施設が担う割合が多く、里親への委託率は15%にとどまっている。政府はできる限り家庭的な環境で子どもを育てるために里親への委託を増やすのが望ましいとしており、2016年版の子ども・若者白書日本では「児童養護施設などに里親支援の専門相談員を配置し、里親制度の普及を促進する」としている。委託期間も諸外国に比較し長いケースが多く、3分の1が5年以上であり、10年を超すケースも珍しくない。里親は熱心に養育にあたっており、過半数はそのまま養子にしたいとも願っているという。このため、外国の「実親に戻すまでの短期間保育型」に対し、日本では「長期間保育による里親家庭とりこみ型」が中心となっているとの指摘がある。その背景には、実親への支援が不十分であると指摘されている。アメリカではスティーブ・ジョブズが養子であり、養子は教育水準高い傾向にあり養子として育ち、成功している著名人は多い。
なお、国外では、子どもの施設養護と里親養育に取り組む国際協会FICEインターナショナルによると、欧州の大多数の国では施設養護から里親養育に移行したものの、「ユーロチャイルド」とユニセフの報告によれば児童養護施設に措置される子どもは増加し、その数は脱施設化プロセス開始前より多いという。FICEでは
施設養育と里親養育を対立モデルではなく、補完し合うものとしてとらえている。複雑な問題や行動上の問題を抱えた年齢の高い子どもは、里親での家庭における親密な関係を形成する準備ができていないケースもあり、またグループホームの方がケアの質を保てるなど、治療的入所型ケア等が適している場合もある。
アメリカオハイオ州では通常ペットが里親家庭を移ることに使う「リホーミング（rehoming）」という用語が人の子どもにも使われ、アンダーグラウンドなネットワークで子供が合法にやり取りされていると報じられている。質問項目には、子どもの性別・年齢・人種に対する問いがあるマッチングサイトもニューヨークにあり、不妊治療中に同時並行で養子も探すことがある。
イギリスの委託後の里親研修であり、子どもの問題行動に里親が適切に対応するために開発されたフォスタリングチェンジ・プログラムの導入が国内でも図られている。

### その他
- 日本においても、知識、経験を有する等、児童を適切に養育できると認められる者については、必ずしも配偶者がいなくても里親になれるが、東京都では児童養育の経験があること、又は保健師、看護師、保育士等の資格を有していることなどの全ての項目を満たさなくてはならない[40]。

- 里親の身分を公的に証明するための「里親登録証」を兵庫県など4県が導入している[41]。

- 養子縁組里親の場合はその間は養親が育休を取ることができないため、取れるようにするよう厚労省の研究会が提言をしている[42]。

- 里親は同性カップルであっても認定される。大阪市などへの取材で大阪市が30代と40代（当時）の男性カップルを2016年12月22日付で里親認定したことが明らかにされたが、これは全国で初めて同性カップルが里親として認められた例である[43]。2020年2月には愛知県でも男性カップルが里親認定されている[44]。

- 委託児童への傷害事例の調査が行われており[19][20]、厚労省の「被措置児童等虐待届出等制度の実施状況」によれば、養育者による虐待の割合は里親の元の方が、児童養護施設の元より高いとされる[26]。

- 委託費用として、養育里親の場合は月に86,000円（2人目以降43,000円加算）、専門里親 137,000円（2人目以降94,000円加算）が支給される。ほかに一般生活費として乳児 58,310円、乳児以外 50,570円が支給され、また必要に応じて幼稚園費、入進学支度金、医療費等も加算される[45]。児童は所得税法上の扶養親族とみなされるため、扶養控除の対象となる[46]。里親手当は令和2年度より養育里親は1人目が9万円へ、2人目以降も9万円へと倍増となる。このため、制度上の上限である4人の子どもを受け入れた際の里親手当は最大で36万円となる。また専門里親は、1人目が14万1000円へ増額し、2人目以降は14万1000円に拡充する[47]。

- 経済的な面からも施設偏重よりも里親制度の方が合理的であるとされる。例えば0歳から18歳まで大都市の乳児院及び児童養護施設で育つ場合、1人当たり8,373万2,000円の経費がかかるものの、里親宅で生活するならば3,200～3,800万円との試算がある[48]。ちなみに施設別の社会的養護の費用比較では、東京都では2015年現在、次のとおりとなっている[注釈 1][49]。

| 養育の種類                                                                                      | 予算額            | 予算規模 | 児童一人当たりの予算額                                                                     |
| ----------------------------------------------------------------------------------------------- | ----------------- | -------- | ------------------------------------------------------------------------------------------ |
| 民間（＝社福）児童養護施設（社会的養護の必要な児童を養育する施設）                              | 111億313万円      | 2,803人  | 396万1千円（民間グループホームの一部経費を含む。予算規模には、民間グループホームを含む。） |
| 民間（＝社福）グループホーム（地域の中で家庭的な雰囲気の下、6人程度の児童を養育する小規模施設） | 22億4千338万3千円 | 852人    | 263万3千円（民間児童養護施設に含まれるものは除く。）                                       |
| 乳児院（社会的養護の必要な乳幼児を養育する施設）                                                | 34億5千609万7千円 | 507人    | 681万7千円                                                                                 |
| ファミリーホーム（養育者の自宅で5~6人の児童を養育する事業）                                     | 3億5千53万1千円   | 123人    | 285万円                                                                                    |
| 養育家庭等（所謂里親・児童を養育する家庭）                                                      | 7億6千3百万9千円  | 419人    | 182万1千円                                                                                 |

## 海外の里親制度
欧米では子供の個人の権利を守るため、福祉施設などに預けられた子供を家庭的な環境の元で育てるように、養子や里親の元にすみやかに委託されるよう国や行政が伝統的に取り組んできている。
現在は、日本における児童養護施設に該当する施設が実質的に廃止されている国も多い。日本はこれらの取り組みが遅れており、例えば2010年前後の国際比較では制度の違いがあるものの、里親委託率の上位ではオーストラリア93.5%、アメリカ77%、イギリス71.7%で、低率なイタリアでも49.5%であるに対し、日本では14.8%（2013年3月）であり、国連や人権団体などからそのことを改善するよう勧告されている。さらに欧米諸国においては、要保護児童のケアにあたっては「パーマネンシー（施設でも里親でもない永続的な家庭で育つこと）」という概念が重視され、児童を実親の元に戻すための親子を一つの単位としたケアが最優先される。パーマネンシーの理念とは、児童にとって、「養育者」や児童を取り巻く「養育環境」を安定的で継続的なものに保つべきである、とする考えである。即ちパーマネンシーの理念における「パーマネンス（permanence)」とは、「養育者」及び「養育環境」の「安定性(stability)」と「継続性(continuity)」を意味する。このパーマネンシーの理念に基づき、社会的養護を必要とする児童の措置プロセス、即ち、パーマネンシープランニング(permanency planning)が遂行される。養育者の安定性と継続性とは、ある養育者が一貫して児童の養育にあたるべきである、ということを意味する。パーマネンシープランニングのもとでは、養育者の安定性と継続性を維持するために、児童と養育者との間に血縁的または法的な関係性が確保できるような措置が要保護児童に対して行われる。家庭外の場所へ措置された児童に対しては、第1に実親家庭復帰が目指される。しかし、実親家庭復帰が不可能である場合、第2に養育者の安定性、継続性を目指すべく、養子縁組をはじめとする他の形態への処遇が検討される。この場合、専門的な施設(specialized group care)への処遇は、最終的な手段として位置づけられる( Maluccio and Fein 1983: 198)。それが困難な場合には積極的に養子縁組を推進する傾向にあり、実は日本の里親に相当する制度は徐々に縮小傾向にある。海外では独身者でも養子や里子を迎えるできる国もある。有名人ではメグ・ライアンやキャリスタ・フロックハートなどが独身時代に子供を迎えた。（どちらも里子ではなく、養子として迎え入れている。）
- アメリカでは親の麻薬常用などの影響をうけて心身ともに障壁を持った子供が里子となっているため、里親の減少を招いている[51]。また里子期間が長引くと里親家庭から里親家庭へとドリフト（たらい回し）が生じることで、不安定な生活を送ることになる負の面もある。里親ケアの子どもの20%が3つ以上の里親ケアを受けた経験があり、里親ケアの子どもたちは措置変更の不安を抱えている[52][53]。里親家庭で虐待が発生する場合もあり、2000年1つの州では1～3%の発生率であった[53]。子どものたらい回しは西欧諸国でも問題視されているが、千葉市などの里親制度推進事業受託者NPO法人キーアセット代表渡邊守はアイルランドで8年間に60回委託先が替わったという19歳の女の子に会ったことがあると語っている[54]。

- オーストラリア等では、19世紀中旬には道徳的理由及びより安価な代替的選択肢として、施設ケアより里親制度が推進された。19世紀末には、オランダでは施設ケアは里親ケアの2倍の費用を要している。これらのことから、現在では、諸外国では半数以上の要保護児童が里親委託で生活している。また専門化も進み、現在では、カナダ、フランスで障害などを持つ子供の専門的な里親もいる。オランダでは幼少期に適切な親子関係を経験していない子が抱える情緒的な問題に対応できる専門里親もいる。フィンランドでは、精神障害を持つ児童の養育へは、通常より上増しされた報酬が支払われている[55]。